# MEN'S KNUCKLE
『MEN'S KNUCKLE』（メンズナックル）は、かつてミリオン出版より発行されていたお兄系ファッション雑誌。men's eggの増刊として創刊された。創刊号の編集長は倉科典仁。通称メンナク。
毎月24日発売の月刊誌であったが、2022年7月25日発売の9月号を以って休刊した。表紙に記されているサブタイトルは「New Outlaw Fashion & Lifestyle Magazine」。

## 概要
2003年10月、ミリオン出版の倉科典仁・編集長が『MEN'S KNUCKLE』の前身『G-STYLE（ジー スタイル、GIGOLO-style）』を立ち上げる。『G-STYLE』はファッションモデル全員を歌舞伎町のホストから起用するという業界初の試みを行なった雑誌だった。
この試みは書籍『カリスマホストたちの「帝王学」』、そしてホストを主役にした写真集『アジアンジゴロ』　の発売を通してホストに関心を持った倉科編集長のアイディアだった。
2004年4月、誌名を『MEN'S KNUCKLE』に改称した。
2代目編集長 篠塚時代にはメディアミックスを多数しかけた。
- ニコニコ動画：メンナク×ニコニコ 読モオーディション[1]
- ピカルの定理：フジテレビ メンズナックルに憧れて

3代目編集長 根津時代は原点回帰とも言えるホスト色を強めた企画構成となっている。
- 歴代編集長
  - 創刊編集長 倉科典仁（2004年〜2011年3月号）
  - 2代目編集長 篠塚雅也（2011年4月号〜2013年3月号）
  - 3代目編集長 根津一也（2013年3月号〜）

### 誌面の内容
ハイスペックファッションが満載されたニューアウトロー系ファション&ライフスタイルマガジン。読者層は10代後半から20代前半のいわゆる『ちょいわるギャルオヤジ』が対象。
グループ会社から出版されている『men's egg』との違いについて、倉科典仁・編集長は「取り上げているスタイルは『men's egg』の半分程度だが、よりそれを深掘りし、不良っぽさを加え、モノトーン中心の世界で表現した雑誌」と述べている。
誌面はストリートスナップやヘアカタログなど、ファッション関係の記事が中心だが、高校生から20代前半の若い男性読者の関心が強い性やサブカルチャーに関する記事も豊富に取り上げられている。

### 挑発的なキャッチコピー
ストリートスナップには以下のような独創的なキャッチコピーがつけられていることでも話題となった。
- 「千の言葉より残酷な俺という説得力」
- 「そう力むな。大人の余裕でトレンチを羽織れ」
- 「ダウン&ジレは正解。だって俺が正解だから」
- 「お前にムートンを脇役に添える度胸はあるか?」
- 「ガイアが俺にもっと輝けと囁いている」

これらのキャッチコピーについて編集長の倉科典仁は、「言い切ることが大切。不安にかられ周りの目を気にしながら服を着るより、自信満々で堂々と着るほうがカッコよく見える。『これしかない』と信じる度胸が必要。自信を持たせるには命令口調も必要だと考えている」とコメントしている。

## 年表
- 2004年 4月 Vol.1発売。
- 2005年 1月 不定期刊行から2ヵ月ごとの発売に決定。
- 2006年 4月 『創刊記念スペシャル号』が発売される。
- 2006年 10月 月刊化。
- 2008年 1月 別冊ムックとして『HOST KNUCKLE（ホストナックル）』が発売される。
- 2008年 3月 ターゲットを10代に絞った弟誌『BOY'S KNUCKLE（ボーイズナックル） 』が創刊された。
- 2013年 6月 MMO型オンラインゲーム真・女神転生IMAGINEとタイアップコラボ（SSコンテスト・記念アバター衣裳等）が行われる

## 連載
ファッション関係の記事を中心に以下のような企画が毎月、連載されている。
TOKYO KNUCKLE STYLE
毎号、ドメスティックブランドのひとつに焦点をあてて紹介していくコーナー。
スト★スナ
街角ストリートスナップ。
BOY'S KNUCKLE スト★スナ
高校生版街角ストリートスナップ。18歳未満が条件。
Lock on My HEART
『MEN'S KNUCKLE』誌面の流れをトータルで監修しているスタイリスト越田和隆行の連載。毎号、おススメのブランドを紹介している。
GIRL'S KNUCKLE COLELECTION
街で編集部が見つけたオシャレな女性のスナップ。
ギャル☆プリ
女性読者が投稿したプリクラを掲載するコーナー。
メン☆マス
ファッション、映画、音楽、DVDなどの編集部が選んだMUSTな情報を紹介するコーナー。
『月刊 陽生-Monthly YOUSEI-』
専属モデル陽生のコーナー。
MEN'S KNUCKLE SHOP LIST
その号に掲載されたブランド＆ショップと地方別の全国のセレクトショップが掲載されている。
次回予告
次の号で特集する予定の記事や企画などを予告。

## 在籍モデル
- 陽生
- リョーマ
- 工藤蓮
- 和明
- 直孝
- ケンタロー
- 優士
- 祐之介
- 涼
- 松澤亮
- 天馬
- 大橋悠介
- 永井豪
- 利基
- りべ
- ひろし
- 金子祐樹
- 佐野恭平

在籍モデルのうち、永井豪、ケンタローの2名はマガジン・マガジン社のファッション雑誌、men's キラリ！（メンズキラリ）でもモデルとして活動している。

## 主な掲載ブランド
- FUGA
- JACKROSE
- Buffalo Bobs
- VANQUISH
- SILVER BULLET（セレクトショップ）
- Roi Franc
- JET FIELD（セレクトショップ）
- MAYHEM（セレクトショップ）
- TOKYO RUSH THE REAL COLORS
- Buenas Noches
- EXTASER
- Diavlo
- BLACK　GUY
- SASA Connect to the World
- JURY BLACK

上記以外にも日本のドメスティックブランドを中心に多数のメンズファッションブランドが紹介されている。

## 別冊雑誌（ムック）
『激モテ!!HAIR＆FASHIONテクニックカタログ』
MEN'S KNUCKLE初のヘアカタログ。
『渋谷系 激モテブランドSTYLE』
MEN'S KNUCKLE増刊の通販カタログ。
『BOY'S KNUCKLE（ボーイズナックル） 』
中高生を対象にしたMEN'S KNUCKLEの兄弟雑誌。掲載されているモデルは13歳が最年少である。
『HOST KNUCKLE （ポストナックル）』
MEN'S KNUCKLE特別編集の増刊。ホストをフィーチャーし、彼らのライフスタイル、プライベートなどを公開。
『THE HOST HAIR （THE ホスト・ヘア）』
ホストだらけのヘア・カタログ。ホストたちのスタイリング術を動画で解説したDVDがついている。